# Juillet 1775

## Événements
- 3 juillet - 13 décembre, France : assemblée du clergé.

- 5 juillet : le Congrès continental signe la Pétition du rameau d'olivier dans l'espoir d'une réconciliation[1].

- 12 juillet, France : Malesherbes devient secrétaire d'État à la Maison du Roi (fin en 1776).

## Naissances
- 23 juillet :
  - Étienne Louis Malus († 1812), physicien et mathématicien français.
  - Eugène-François Vidocq, aventurier et détective français († 11 mai 1857).